# Sega Swing
La Swing (スイング), aussi connue comme Multi Cabinet SWING (マルチキャビネットスイング), est une borne d'arcade générique produite par la société Sega en juillet 1991, au Japon, dont la spécificité est de pouvoir accueillir jusqu'à 4 joueurs.

## Description
La Swing est une borne générique dédiée aux jeux jouables jusqu'à 4 joueurs en simultané, une possibilité offerte par plusieurs titres au début des années 1990, dans le genre beat'em up notamment, comme pour le jeu Spider-Man: The Video Game lors de sa sortie. Elle reprend vaguement le thème graphique de la borne Aero City et quelques unes de ses spécificités techniques
Tandis que la majorité de ces jeux multijoueur possèdent une borne dédiée sur le marché américain, Sega opte au Japon pour une stratégie opposée, ce marché étant nettement plus favorable aux bornes génériques, et capitalise sur la série des «City Cabinet». Avec la Swing, on a pour la première fois une borne générique et une configuration maximale en nombre de joueurs, plus lucrative pour les exploitants, ce qui permet d'accueillir les quelques titres 3 à 4 joueurs maximum qui ne possèdent pas de borne dédiée, comme c'est le cas sur la carte System 32 de Arabian Fight (4 joueurs), ou de SegaSonic (3 joueurs). La Swing parviendra tout de même à toucher l'Europe, et à entrer dans quelques salles comme SegaWorld à Londres, ou une des salles de Disneyland Paris.
Elle se compose de 3 blocs distincts détachables, un large coffret accueillant le panneau de contrôle, un châssis en matière composite (voir ci-dessous) accueillant son moniteur et ses enceintes audio, un pied massif métallique monté sur roues présentant 3 portes en face avant, qui donnent accès respectivement de haut en bas, au monnayeur et au panneau de contrôle opérateur, à la cashbox, et au compartiment pour les cartes de jeu (fixées sur une planche de bois à l'horizontale) ; l'alimentation est accessible, quant à elle, par le biais d'une trappe à l'arrière de la borne.
Mr Yoshimoto, responsable de l'équipe recherche et développement chez Sega, indique dans le magazine Famitsu que la surélévation du panneau de contrôle pour la Swing par rapport aux modèles précédents de bornes de type "City" (position toutefois plus basse qu'une borne purement "upright" (debout) comme le précise le flyer), ainsi que le choix de "résine FRP" (résine thermodurcissable renforcée de fibres de verre) pour le châssis, une première dans l'histoire des bornes d'arcade de Sega, a été voulu pour pouvoir plaire au marché de l'arcade occidental dans le but d'exporter la borne Swing hors du Japon. Le flyer officiel ajoute que le design aux courbes arrondies et la résine renforcée de fibres donnent un aspect "adouçi" à la borne, ce qui sous entend que l'on rompt avec le design aux lignes très anguleuses de la borne Aero City. La position intermédiaire du panneau de contrôle mentionnée précédemment, fait que les joueurs peuvent s'intaller en position assise mais haute sur la borne en utilisant des tabourets de bar typiques, tels que ceux utilisés notamment sur les bornes de type "medal", toujours selon le flyer de Sega.
Issus du modèle précédent Aero City, on retrouve exactement le même moniteur rotatif 26 pouces et une vitre de protection dorénavant convexe -une première pour Sega, puisque l' Aero City avait une vitre plate- mais toujours teintée et montée sur un capot lui-même monté sur charnières, afin de faciliter l'accès aux réglages de la platine, au néon, et pour changer l'affichage de position. En revanche, la Sega Swing abandonne la connectique Molex pour son panneau de contrôle, au profit d'une connectique AMP, à l'instar de l'Astro City.
Avec la Swing, le panneau de contrôle aligne les 4 joueurs devant l'écran à la vitre bombée -vitre qui selon le flyer de Sega "maximise le champ de vision contrairement à une vitre plate et garantit aux joueurs en périphérie une vision correcte "-  les joueurs 1 et 4 ne se retrouvant pas à 90° de l'écran sur les côtés de la borne comme par exemple sur la borne dédiée du jeu Gauntlet d'Atari Games (1985) (https://www.arcade-museum.com/Videogame/gauntlet), cela se faisant au prix d'une configuration de boutons relativement peu confortable sur les bords, mais toutefois optimisée par Sega. Considérant ce contexte bien particulier, le gain de place pour l'exploitant de salle d'arcade était conséquent puisque l'encombrement était minimisé.

## Caractéristiques techniques
- Affichage : moniteur 26 pouces rotatif bi-fréquences (15/24 kHz)
- Platine : Nanao MS8
- Son : stéréo (2 haut-parleurs)
- Connectique : JAMMA
- Châssis : métallique et résine renforcée de fibre de verre («FRP»)
- Monnayeur : ¥100
- Clé opérateur : Sega 5830 et 5375
- Extensions connues : control panel 2 joueurs, control panel 3 joueurs, control panel 4 joueurs, panel trackball 3 joueurs

## Dimensions
- Hauteur : 198 cm / 160 cm sans marquee holder
- Largeur : 88 cm
- Profondeur : 99,5 cm
- Poids : 125 kg